# 1874 în literatură
Anul 1874 în literatură a implicat o serie de evenimente și cărți noi semnificative.  

## Cărți noi
- Thomas Bailey Aldrich - Prudence Palfrey
- José de Alencar - Ubirajara
- Jules Amédée Barbey d'Aurevilly - Les Diaboliques
- R M Ballantyne -The Pirate City
- Ambrose Bierce - Cobwebs from an Empty Skull
- Andrew Blair - Annals of the Twenty-Ninth Century
- Mary Elizabeth Braddon - Lost For Love
- William Wells Brown - The Rising Sun
- Wilkie Collins - The Frozen Deep and Other Stories
- Alphonse Daudet - Fromont jeune et Risler aîné
- Amelia Edwards - A Night on the Borders of the Black Forest
- Gustave Flaubert - The Temptation of Saint Anthony
- Émile Gaboriau - Other People's Money
- Thomas Hardy - Far From the Madding Crowd
- Marie Howland - Papa's Own Girl
- Victor Hugo - Ninety-Three
- Joris-Karl Huysmans - Le drageoir aux epices
- George Meredith - Beauchamp's Career
- Margaret Oliphant - A Rose in June
- Anthony Trollope
  - Harry Heathcote of Gangoil: A Tale of Australian Bush Life
  - Lady Anna
- Jules Verne - Insula misterioasă
- Mrs. Henry Wood -Johnny Ludlow
- Edmund Yates - The Impending Sword
- Émile Zola - La Conquête de Plassans